# اختراع

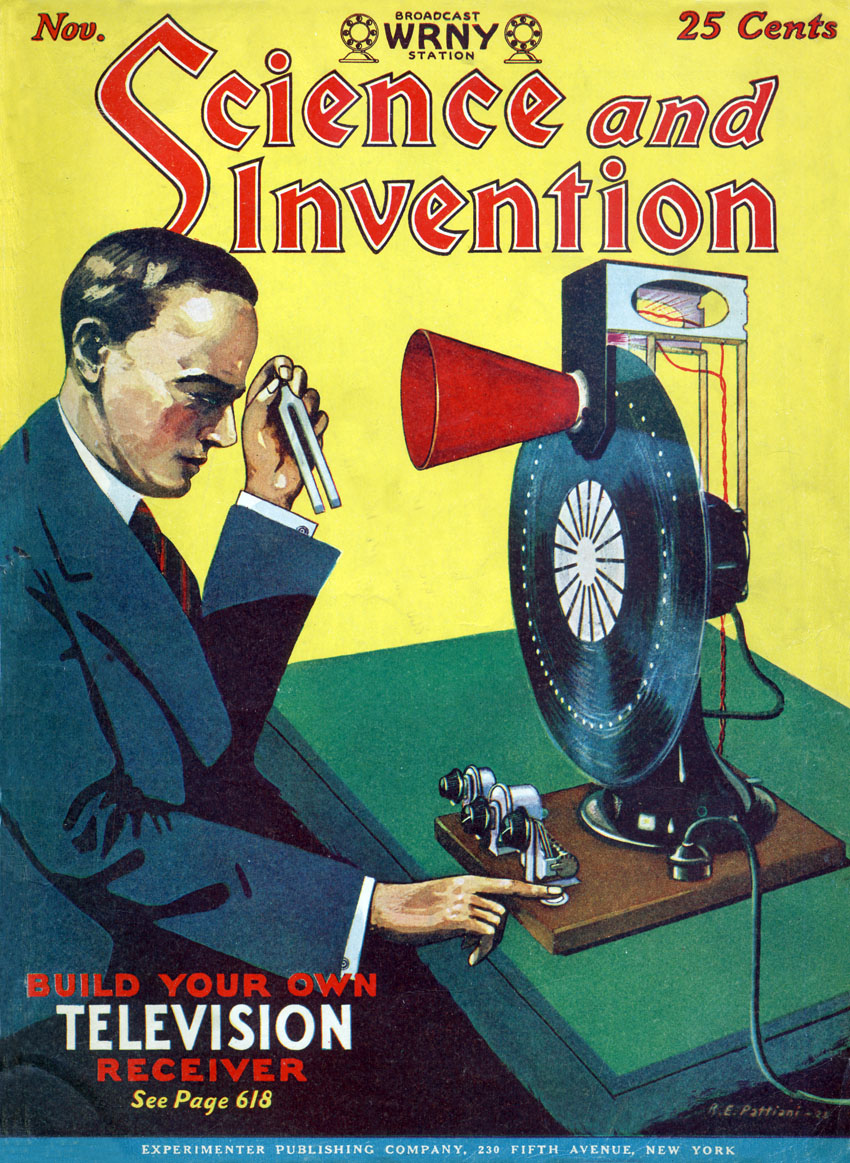

الاختراع أو الابتكار هو كل فكرة جديدة ومفيدة وقابلة للتطبيق الصناعي. أي يجب أن يكون هذا الاختراع جديد ومن الممكن صنعه وتطبيقه على أرض الواقع بسهولة ويسر. بعدها يمنح المخترع حقوق براءة اختراع.

## تاريخ
ظلت معظم المخترعات حتى القرن العشرين من إنتاج مخترعين أفراد كانوا يعملون كل على حدة، معتمدين بشكل واسع على معرفتهم ومهاراتهم الشخصية. ولكن حل محل المخترع المنفرد اليوم على نطاق واسع، مجموعات من العلماء الفنيين الذي يعملون معا في مختبرات حكومية أو صناعية أو جامعية للبحوث العلمية. ومن خلال الإسهام المشترك بقدراتهم بدلا من العمل على انفراد، فإن هؤلاء الكيميائيين والمهندسين وغيرهم من الاختصاصيين يزيدون من فرص ابتكار مخترعات نافعة.

### عصر ما قبل التاريخ
ظهرت أول الاختراعات منذ العصر الحجري القديم، والذي استمر إلى عام 8000 قبل الميلاد تقريبا. فقد اخترع الإنسان في ذلك العصر الفؤوس وآلات أخرى، عن طريق تشذيب العظام والصخور وقرون الحيوانات والعاج. كما اختُرعت الأقواس والسهام والرِماح، وقد اكتشف الإنسان أيضا كيف يشعل النار بضرب قطعة من الصخر بجسم معدني.
وقرب نهاية هذا العصر، تعلم الإنسان سبل إنتاج المحاصيل الزراعية، ولذا اخترع المناجل والمعازق والآلات الأخرى. وحينما تعلم إنسان العصر الحجري صيد الحيوانات، استخدم فرائها وجلودها في صنع الملابس، ولكن عدد الحيوانات لم يكن كافيا مما دفع المزارعين إلى البحث عن مصدر آخر لملابسهم. ودفعتهم الحاجة للمنسوجات إلى اختراع المغازل لغزل الخيوط والانوال لنسج الخيوط في الاقمشة.
وتعلم الإنسان في العصر الحجري الحديث طرْق المعادن مثل النحاس والذهب والفضة ليصنع منها أدوات الزينة والأسلحة والادوات المختلفة. وحوالي عام 3500 ق.م تعلم الإنسان صناعة البرونز، وهو سبيكة من القصدير المخلوط مع النحاس لإنتاج معدن أقوي من أيْهما. واختُرعت العجلة في نفس الحقبة تفريبا.

### أولى الحضارات
ظهرت فيما بين 3500 و3100 سنة ق.م.، في وديان الأنهار في مصر وبلاد ما بين النهرين. وكانت الأنهار تفيض كل عام، فاخترع الإنسان نظم القنوات والخزانات والسدود للتحكم في مياه الفيضان. واخترع السومريون أول نظام للكتابة حوالي عام 3500 ق.م..

### الإغريق
قام الاغريق بالعديد من الاختراعات، فقد قام أرشميدس أو أرخميدس، الذي عاش في سيراكوزا بصقلية في المائة الثالثة ق.م. باختراع الطنبور الذي استعمله المصريون في الري والصرف. وقد قام هيرو الذي عاش بالإسكندرية في القرن الأول ق.م. باختراع المكبس ذي اللولب لعصر الزيتون والكروم.

### الصين
منذ أكثر من 2000 عام أخترع الصينيون الورق، كما اخترعوا أيضا الخزف والبوصلة. وفي عام 1045 الميلادي، اخترع أحد الصينيين العاملين في مجال الطباعة آلة طابعة متحركة، وجعل فيها كل حرف من حروف اللغة الصينية قالباً من الصلصال. ولكن هذا الاختراع لم ينقل للغرب.

### العصر الذهبي للإسلام
تمتد هذه الحقبة من القرن الخامس الميلادي إلى القرن السادس عشر، وبينما عاشت أوروبا عصور مظلمة كان المسلمون والعرب يعيشون في عصرهم الذهبي (العصر الذهبي للإسلام). وقد شهدت هذه الفترة العديد من الاختراعات من قبل المهندسون والعلماء والمخترعون المسلمون في مجال الزراعة، والنقل وأدوات القتال والعلوم والكيمياء والعمارة، ومستحضرات تجميل والمعاهد الميكانيكا والطب العسكرية والملاحة ومعدات المواقيت وغيرها من المجالات.
و من بعض الاختراعات التي ظهرت في العصر الذهبي الإسلامي : الكاميرا كمبدأ عمل، بالإنجليزية camera obscura، القهوة، الصابون، ومعجون أسنان، الشامبو، التقطير، التسبيل، التبلور، والتنقية، والتبخير، والساعة المائية، والأكسدة، الترشيح، والمشروبات المقطرة، وحمض النيتريك، وحمض البول، الصمام، الإنبيق، التردد، ومحرك الشفط، المكبس، وخياطة الاقمشة، المشرط.

## ما يجب فعله عند اختراع شيء ما
1. الحصول على فكرة جديدة وفعالة لحل مشكلة معينة.
2. كتابة وتوثيق تسلسل إنتاج المنتج وتسجيلها في مذكرة يومية.
3. البحث في الأسواق عن السلعة والسلع المشابهة والتأكد من عدم وجود الفكرة.
4. تقييم الفكرة الإبداعية والتأكد من وجود قيمة تسويقية لها.
5. البحث في قواعد البحث العالمية مثل جوجل براءات الاختراع.
6. التأكد من عدم إضافة أسماء ومخترعين لم يشاركوا في الاختراع.
7. حماية الفكرة.
8. عدم نشر الفكرة بأي حال قبل حمايتها.
9. تسجيله محليًا ثم عالميًا عن طريق المنظمة العالمية للملكية الفكرية.
10. توقيع اتفاقية ضمان عند شرح الفكرة لأي جهة.

## طرق تقييم الاختراعات
يمكن الحكم على الاختراع بأنه ناجح إذا توفرت فيه الشروط التالية :
1. الجدة (جديد).
2. ذو جودة (جيد).
3. جاهز للتصنيع.
4. جدوى اقتصادية (تكلفته أقل من سعر شراء الناس له).